# Religia în armata romană

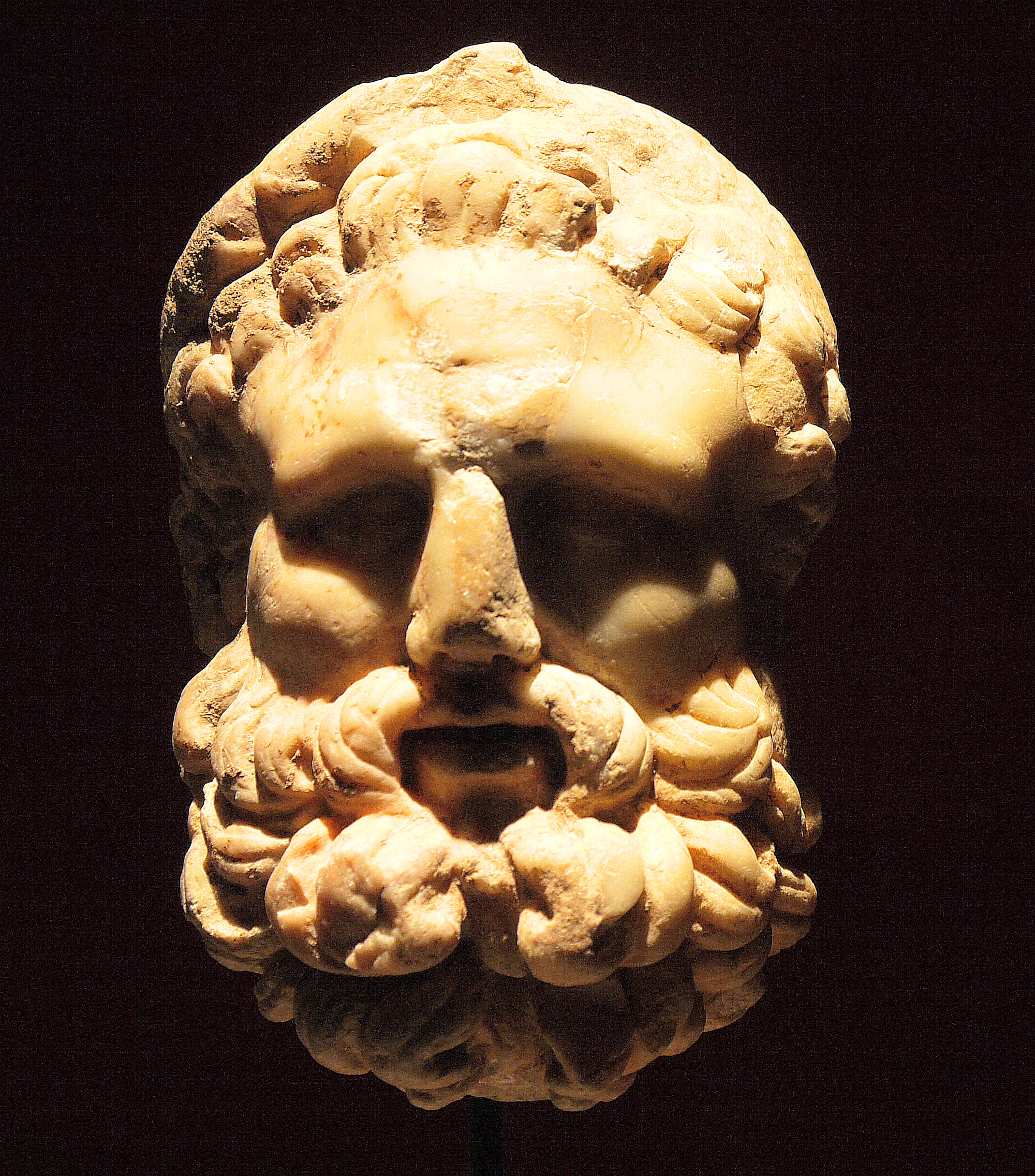
Marmură reprezentându-l pe Hercule

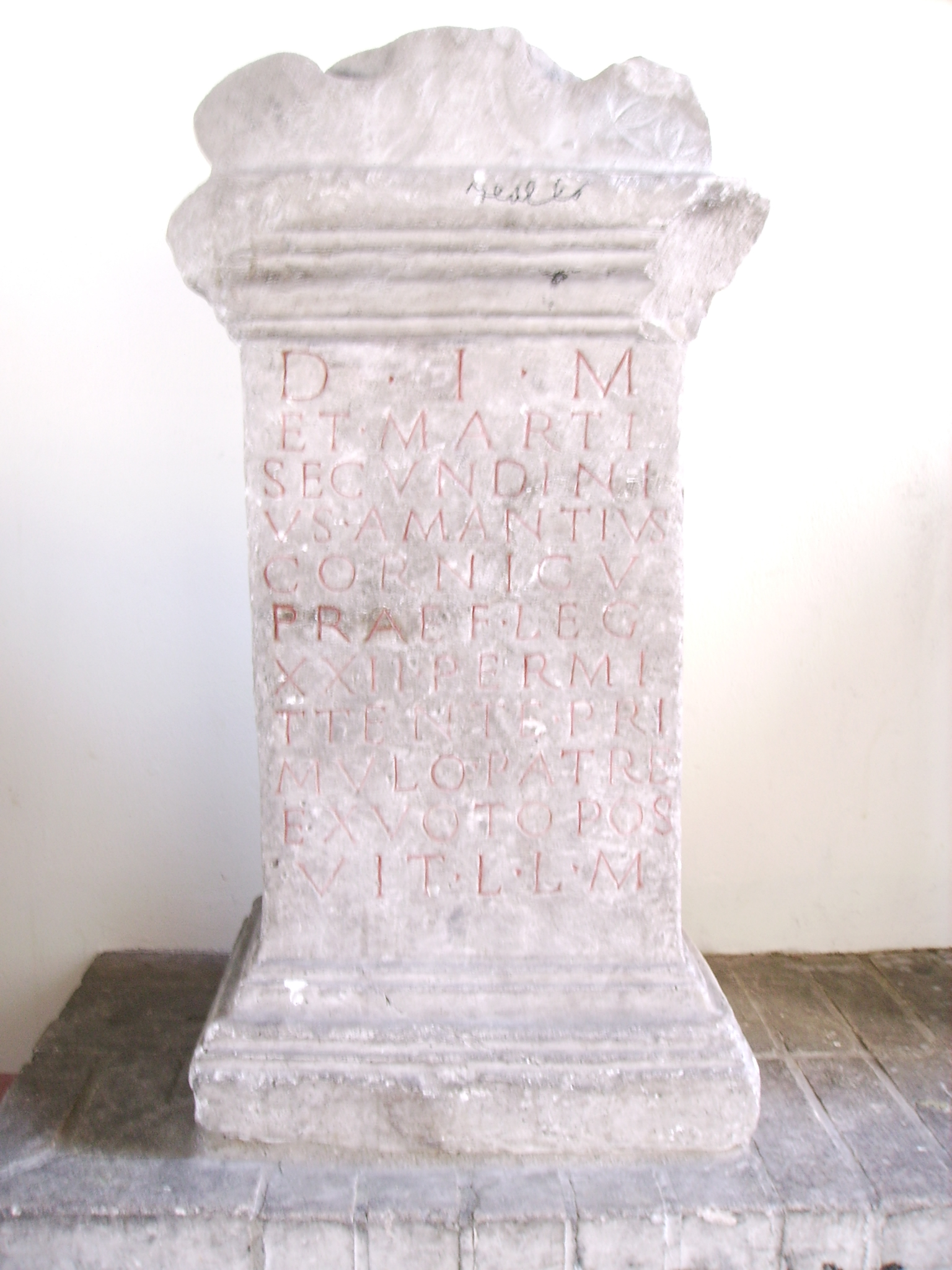
Altar roman dedicat lui Mithra

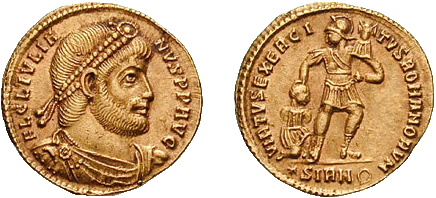
Solidus, monedă din aur emisă sub Iulian Apostatul, la monetăria din Sirmium; avers: FL CL IVLIA-NVS P P AVG, diademă perlată, mantie și platoșă, bust spre dreapta; revers: VIRTVS•EXERCI-TVS•ROMANORVM; soldat, în armură, în picioare, cu capul spre stânga și un trofeu peste umărul stâng, ține cu mâna dreaptă părul capului unui captiv îngenuncheat; în exergă: *SIRM

Viața religioasă din Imperiul Roman a fost strâns legată de fiecare aspect al vieții. La Dura Europos a fost descoperit calendarul Cohortei XX Palmyrenorum milliaria sagittarium( numit ,,Feriale Duranum”), care datează foarte probabil din perioada 225-227 d.H.(adică din perioada lui Severus Alexander). Într-unul din fragmente apare și o mențiune a unei suplicații pentru o Quinquatria. Quinquatria era un festival ținut în cinstea Minervei la Roma. Festivitățile durau timp de cinci zile. [Minerva] făcea parte din Triada Capitolină, alături de Jupiter și Iunona. Aceste festivale este foarte posbibil să nu fi fos serbate doar în această parte a Imperiului Roman, ci și în alte părți. De exemplu, în nordul Britanniei, lângă fortul Maryport s-au descoperit mai multe altare îngropate lângă un teren unde se crede că unitățile organizau parade militare. 17 altare îi erau închinate lui Iupiter Optimus Maximus. Unii comandanți apar de trei ori pe unele altare, precum Maenius Agrippa, iar Postumius Acilianus apare doar pe două. Este posibil ca unele altare să fi fost închinate anula, pentru binele împăratului, ca la Dura Europos. Existau zile în care stindardele erau împodobite oficial, iar Terullian considera că venerarea stindardelor de către sodlați echivala cu un cult religios.
Romanii în general, au reușit să încorporeze cultele cu care au venit în contact. Existau de multe ori altare închinate mai multor zeități. La Housesteads, a fost descoperit un altar rdiicat dintr-un detașament al Legiunii II Augusta, lui Jupiter și Coccidius, ultimul pare a fi un zeu al războiului răsândit în zona Zidului lui Hadrian. Romanii nu venerau doar propriile zeități, ci și pe cele din zona unde erau trimiși.

## Cultul lui Jupiter Dolichenus
În secolele II-III d.H., foarte popular a devenit cultul lui Jupiter Dolichenus, care era venerat încă de pe vremea hitiților, cu centrul de cult în Turcia de azi. Acesta, însă nu era venerat doar în Turcia. Dovadă stă faptul că primul monument în care este atestat cultul lui Jupiter Dolichenus în afara Turciei, datează din anul 125 sau 126 d.H. șia fost descoperit la Lambaesis, în Africa. Pe inscripția de pe acel monument stă scris: ,, Pro s[alute] et incolumitate imp(eratoris) Cae[s(aris) Traia]ni Hadriani Augusti, Sex(tus) Iuli[us Maio]r, legatus ipsius pro praetore templu[m I(ovi)o(primo)M(aximo)D]olicheno dedicavit.”. O coincidență remarcabilă este aceea că din aceeași perioadă datează un monument dedicat lui Mithra, ce menționează preoțirea unui guvernator al Moesiei Inferior.
Inscripția a fost descoperită la Histria. Cultul lui Jupiter Dolcihenus a fost foarte răspândit în timpul lui Septimius Severus și al dinastiei sale. Au fost descoeprite monumente dedicate acestui zeu în Germania Superioară( de către Cohorta II Raetorum, Cohorta I Aquitanorum),Moesia Superioară. În Moesia Superior, în literatura științifică,  Jupiter Dolichenus este atestat la sfârșitul secolului II d.H. și începutul secolului III d.H. Cu toate acestea, prezența acestui cult în Bulgaria, este anterioară domniei lui Septimius Severus. Cohorta I Thracum Syriaca, a fost mutată în secolul I d.H.  în Valea Timcoului din Siria. Aici erau mulți adepți ai cultului lui Jupiter Dolichenus.

## Cultul luiMithra
Alți zei foarte răspânditi printre soldații romani erau Hercule, Mithra, Isis și Serapis.Cultul lui Hercule a fost foarte popular în secolul III d.H. Zeița Covventina era venerată în unele garnzioane din nordul Britanniei.
Uneori, membrii unui grupe etnic dintr-o unitate alegeau să se roage împreună. Cohorta II Tungrorum a ridicat altare lui Marte și zeităților germanice Ricagambeda și Viradechtis. Dintre multele zeități pe care le venerau soldații romani, se pare că cel mai răspândit era cultul lui Mithra. Acesta era un zeu iranian care era înfățișat cu o căciulă frigiană pe cap. Templele închinate lui Mithra semănau cu niște peșteri. În secolele II-IV d.H., mithraismul a fost primul competitor al creștinismului.